# Domenico Maria Leone Cirillo
Domenico Maria Leone Cirillo   (Grumo Nevano, 10 d'abril de 1739 - Nàpols, 29 d'octubre de 1799) va ser un metge, entomòleg, botànic i patriota italià.

## Vida professional
Nomenat encara jove en una càtedra de botànica, Cirillo va passar alguns anys a Anglaterra, on va ser elegit Membre de la Royal Society, i a França. En tornar a Nàpols va ser nomenat president de la pràctica mèdica i posteriorment a la càtedra de medicina teòrica. Va escriure copiosament sobre temes científics i havia practicat la medicina extensivament. Era el mestre del futur metge militar Antonio Savaresi.
L'estudi favorit de Cirillo era la botànica. Va ser conegut com a entomòleg per Linné. Va escriure molts llibres en llatí i italià, tots ells tractats sobre temes mèdics i científics. La Virile morali dell'Asino és un pamflet filosòfic notable per al seu aprenentatge i estil. Va introduir nombroses innovacions mèdiques a Nàpols, particularment la inoculació contra la verola. A més de diverses obres sobre higiene, també va escriure:
- Ad botanicas institutiones introduction, Nàpols, 1771
- De essentialibus nonnullarum plantarum characteribus, 1784
- Plantarum rariorum regni Neapolitani fasciculus, 1788 – 1793
- Entomologiae Neapolitanae Specimen Primum, Nàpols, 1787 – 1792

## Patriota i refugiat
Amb ajuda francesa, la República Partenopea ls va establir el gener de 1799, i va provocar que el monarca i el seu govern fugissin a Sicília. Després d'haver-se negat a participar en el nou govern, Cirillo va acceptar ser elegit com a representant de la població i es va fer membre de la comissió legislativa, del qual va ser triat president. Al juny del mateix any, la república es va esfondrar quan els francesos es van retirar i la ciutat va ser arrabassada per l'exèrcit sanfedista contrarevolucionari del cardenal Ruffo. L'exèrcit de Ferran IV va tornar a Nàpols, i els republicans es van retirar als forts, mal armats i amb provisions inadequades. Després d'un curt setge, els republicans es van rendir sobre el que consideraven termes honorables: la garantia de la vida i la llibertat per les signatures de Ruffo, de Foote i de Micheroux.
L'arribada de Lord Nelson va canviar l'estat d'afers, i va rebutjar la capitulació. va canviar l'estat de les coses, i es va negar a ratificar la capitulació. Segur sota la bandera britànica, Ferdinand i la seva muller, Maria Carolina d'Àustria, es van mostrar ansiosos de venjança, i Cirillo es va unir a altres republicans per lluitar.

Cirillo va escriure a Lady Emma Hamilton (esposa de l'ambaixador britànic a Nàpols) demanant-li que intercedís en nom seu, però Nelson va escriure sobre la petició: "Domenico Cirillo, que havia estat el metge del Rei, podria haver-se salvat, però va triar fer-se el ximple i mentir, negant que hagués pronunciat discursos contra el govern, i dient que només s'ocupava dels pobres als hospitals". Va ser condemnat a mort i penjat el 29 d'octubre de 1799.

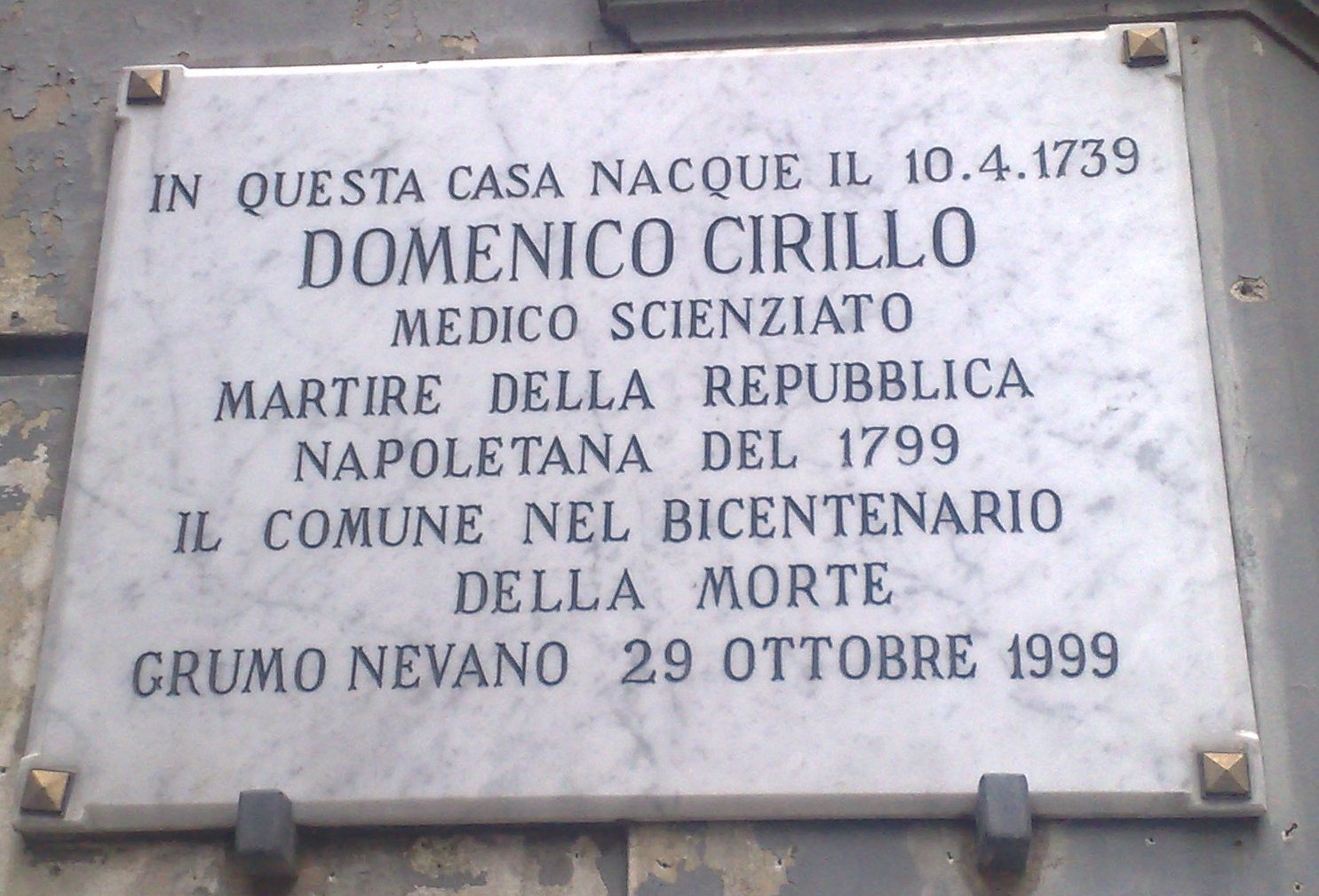
Placa commemorativa a l'edifici on va néixer, a Grumo Nevano

Avui, Grumo Nevano, la seva ciutat natal, li ha donat el nom d'una escola (ara l'Institut Integral Matteotti-Cirillo), va erigir una estàtua a la plaça central de la ciutat i va nomenar una biblioteca "Biblioteca Comunale Domenico Cirillo". L'internat estatal a Bari i l'Institut d'Aversa a Caserta també porta el seu nom.